# Litle
Litle, Lille var en dansk uradelsätt, som är förgrenad ut ätten Hvide och känd 1224 genom riddaren Jon Reymote (d. 1248) från Jylland., som troligen var en skånsk storman och tillhörde den svenska kungens följe.
Vapen
Blasonering: En fem gånger delad vapensköld i blått och guld.

## Historia
Under medeltiden påträffas 1224 den första släktmedlemmen, som kallade sig Litle, stormannen Jon Reymote (Regmodsen / Regmodsson) i sällskap med den svenska kungen. Han var gift med Cecilie Ebbesdatter till Knardrup, som förde Skjalm Hvideättens vapen. Deras son Jon Jonsen Litle, till Tommerup var riddare och dansk drots. Han omtalas första gången 1248 i samband med ett arv som han delade med sin moder. År 1285 deltar Jon i en i Skåne sammansatt skiljedomskommission. Han står konsekvent på kung Kristoffers sida vid tidens många konflikter Förmodligen ägda han gårdar i Östra Tommarp socken, eller i Kvidinge socken, som han verkar representera i början av 1300-talet.
Lage Gudmundsen Litle (ca 1195-1252) var riddare och en av kung Abels högt betrodda hovmän. Han mördade kung Erik Plogpenning för Abel och hjälpte till att sänka Eriks kropp i Slien år 1250, så att denne kunde bli kung över Danmark. Händelsen avslutade ett långvarigt inbördeskrig. Lage blev själv dödad två år senare i Kiel av en tysk riddare efter ett gräl över ett brädspel. 
Ättens sista medlem var Eske Lagesen dom var död efter 1401.
Sätesgårdar inom ätten
- Rompe nuvarande Edelgave i Ledöje socken.
- Knardrup Klosters gods i Ganlöse socken på Själland.
- Hörningsholm i Birkeröd socken dåvarande Hörsholms län.[6]
- Rossared i dag Tomarps kungsgård i Kvidinge socken innehades av den danske kungens riksföreståndare Jon Jonsen Lille, till Tommerup och senare av riddaren Lage Pedersen till Tommerup.

## Medlemmar ur släkten
- Jon Jonsen Litle känd 1248- 1307. Skänker 1283 gods Vasingeröd och Kirkelte.[7]
- Lage Gudmundsson dräpte Erik Plogpenning
- Harald Reinmodsen var Marsk ca 1190.